# Tractat de Bassein (1802)
El tractat de Bassein de 1802 fou un acord entre el peshwa maratha Baji Rao de Poona i la Companyia Britànica de les Índies Orientals, signat a Bassein (Vasai) el 31 de desembre de 1802. Aquest tractat va seguir la batalla de Poona i el 13 de maig de 1803 va permetre la restauració al tron de Poona del peshwa (Poona havia estat ocupada per Holkar) sota protectorat britànic. El rebuig a aquest tractat va causar la segona guerra maratha del 1803.
Segons el tractat els britànics podrien estacionar sis mil homes en territori del peshwa; les taxes de diversos districtes (en total 28 lakhs de rúpies) foren cedides a la companyia; el peshwa no podria signar tractats amb altres estats ni declarar la guerra sense autorització i els estrangers no britànics al seu servei serien expulsats; la companyia seria àrbitre en qualsevol litigi territorial del peshwa. Els drets del peshwa sobre Surat i Baroda eren renunciats.